# فافنر في السماء الزرقاء
فافنر في السماء الزرقاء (باليابانية: 蒼穹のファフナー، بالروماجي: Sōkyū no Fafunā) هو مسلسل أنمي ياباني تلفزيوني من إخراج نوبويوشي هابارا، ومن تأليف ياسو يامابي وتو أوبوكاتا، وإنتاج استوديو زيبيك، عرض الأنمي في 4 يوليو عام 2004 واستمر عرضه حتى 26 ديسمبر عام 2004، على تلفزيون طوكيو، وتكون من 26 حلقة.

## القصة
تدور أحداث القصة عن مجموعة من الأطفال الذين يقودون روبوتات تسمى فافنر، في حرب ضد كائنات فضائية عملاقة تسمى فيستوم.

## الشخصيات

### الشخصيات الرئيسية
كازوكي ماكابي (باليابانية: 真壁 一騎، بالروماجي: Makabe Kazuki)
أداء صوتي: ماكوتو إيشي
سوشي ميناشيرو (باليابانية: 皆城 総士، بالروماجي: Minashiro Sōshi)
أداء صوتي: كوهيه كياسو
مايا تومي (باليابانية: 遠見 真矢، بالروماجي: Tōmi Maya)
أداء صوتي: ماريكا ماتسوموتو
كانون ممفيس هازاما (باليابانية: カノン・メンフィス-羽佐間، بالروماجي: Kanon Memphis-Hazama)
أداء صوتي: ساناي كوباياشي

### شخصيات أخرى
شوكو هازاما (باليابانية: 羽佐間 翔子، بالروماجي: Hazama Shōko)
أداء صوتي: ميو ماتسوكي
كويو كاسوغاي (باليابانية: 春日井 甲洋، بالروماجي: Kasugai Kōyō)
أداء صوتي: ميو إيرينو
ساكورا كانامي (باليابانية: 要 咲良، بالروماجي: Kaname Sakura)
أداء صوتي: ساتومي أراي
كينجي كوندو (باليابانية: 近藤 剣司، بالروماجي: Kondō Kenji)
أداء صوتي: مينورو شيرايشي
مامورو كوداتي (باليابانية: 小楯 衛، بالروماجي: Kōdate Mamoru)
أداء صوتي: ميتسكي سايغا
هيروتو دوما (باليابانية: 堂馬広登، بالروماجي: Dōma Hiroto)
أداء صوتي: نوزومو ساساكي
سيري تاتيكامي (باليابانية: 立上 芹، بالروماجي: Tatekami Seri)
أداء صوتي: ميساتو فوكوين
رينا نيشيو (باليابانية: 西尾 里奈، بالروماجي: Nishio Rina)
أداء صوتي: ريوكو شيرايشي
أكيرا نيشيو (باليابانية: 西尾　暉، بالروماجي: Nishio Akira)
أداء صوتي: يوكي كاجي
ريو ميكادو (باليابانية: 御門 零央، بالروماجي: Mikado Reo)
أداء صوتي: نوبوناغا شيمازاكي
ميميكا ميكاغامي (باليابانية: 水鏡 美三香، بالروماجي: Mikagami Mimika)
أداء صوتي: يوي إيشيكاوا
سوي كابوراغي (باليابانية: 鏑木 彗، بالروماجي: Kaburagi Sui)
أداء صوتي: كينشو أونو
فوميهيكو ماكابي (باليابانية: 真壁 史彦، بالروماجي: Makabe Fumihiko)
أداء صوتي: ماساهيكو تاناكا
كوزو ميناشيرو (باليابانية: 皆城 公蔵، بالروماجي: Minashiro Kōzō)
أداء صوتي: جوجي ناكاتا
تشيزورو تومي (باليابانية: 遠見 千鶴، بالروماجي: Tōmi Chizuru)
أداء صوتي: إمي شينوهارا
يوميكو تومي (باليابانية: 遠見 弓子، بالروماجي: Tōmi Yumiko)
أداء صوتي: يوكانا
يوكي هازاما (باليابانية: 羽佐間 容子، بالروماجي: Hazama Yōko)
أداء صوتي: ناناهو كاتسوراغي
كيومي كانامي (باليابانية: 要 澄美، بالروماجي: Kaname Kiyomi)
أداء صوتي: شيزوكا إيشيكاوا
سيتشيرو كانامي (باليابانية: 要 誠一郎، بالروماجي: Kaname Seichirō)
أداء صوتي: ريكيا كوياما

## وصلات خارجية
- Sōkyū no Fafner: Dead Aggressor باللغة اليابانية
- Sōkyū no Fafner: Heaven and Earth باللغة اليابانية
- Sōkyū no Fafner: Heaven and Earth باللغة الإنجليزية
- Sōkyū no Fafner: EXODUS باللغة اليابانية
- Sōkyū no Fafner: EXODUS باللغة الإنجليزية
- فافنر في السماء الزرقاء على موقع ANN anime (الإنجليزية)